# 探偵オペラ ミルキィホームズ (アニメ)
『探偵オペラ ミルキィホームズ』（たんていオペラ ミルキィホームズ、英文表記: Detective Opera Milky Holmes）は、日本のテレビアニメ。同名のゲームを原作として、J.C.STAFFにより制作された。2010年に第1期、2012年に第2期、2013年に第3期、2015年に第4期が放送された。
2012年8月と12月に放送された短編テレビアニメ2作品については『探偵オペラ ミルキィホームズ Alternative ONE & TWO』を参照。

## 概要
2010年10月から12月まで、TOKYO MX・毎日放送・中部日本放送ほか全国8局ネットでの放送や、ニコニコ動画および日本国外向けにCrunchyrollにての配信が行われた。2011年8月には新作特番として『探偵オペラ ミルキィホームズ サマー・スペシャル』が放送された。
2012年1月から3月まで、テレビアニメ第2期が『探偵オペラ ミルキィホームズ 第2幕』のタイトルで放送された。第2期の放送に合わせて独立ドメインとしてアニメ専用のウェブサイトが開設された。また、放送局については、第1期を放送していたテレビ北海道、テレ玉、チバテレビは本作を放映しないのに対し、第1期を放送していなかった北陸放送、BS日テレが本作を放送することになった。2011年12月31日20時から22時30分にTOKYO MXで放送された特番『大晦日だよ！ 探偵オペラ ミルキィホームズ』の番組中に第1話の先行放送が本放送に先駆けて行われた。なお、世界初公開自体は同日に秋葉原UDXにて開催された先行上映会である。
2013年7月から9月まで、テレビアニメ第3期が『ふたりはミルキィホームズ』のタイトルで放送された。実写バラエティコーナー『ミルキィ情報局』とアニメ本編の2部構成となる（ネット配信分と再放送についてはアニメパートのみ）。
2015年1月から3月まで、テレビアニメ第4期が『探偵歌劇 ミルキィホームズ TD』のタイトルで放送された。
2016年2月から『劇場版 探偵オペラ ミルキィホームズ〜逆襲のミルキィホームズ〜』がポニーキャニオンとブシロードミュージックの配給で公開された。興行収入は4700万円。同年12月31日に『探偵オペラ ミルキィホームズ ファンファンパーリーナイト♪ 〜ケンとジャネットの贈り物〜』が放送された。2017年12月31日に『おおみそかだよ!! ミルキィホームズ+ 2017』内で『アルセーヌ 華麗なる欲望』を放送。2018年12月31日には『大みそかだよ!! ミルキィホームズ 2018』内で『探偵オペラ ミルキィホームズ サイコの挨拶』が放送され、『カードファイト!! ヴァンガード』の主人公・先導アイチがゲスト出演した。

## ストーリー
架空の怪盗や探偵が「トイズ」と呼ばれる特殊能力を使って活躍する近未来の世界「偵都ヨコハマ」を舞台に将来探偵になることを目指す4人の少女「ミルキィホームズ（シャロ・ネロ・エリー・コーデリア）」を中心にしたものとなっている。ナレーションは、諏訪部順一が担当。

## 作風

### 第1期 - 第2期
原作であるゲームの設定を踏襲しつつ、ストーリーはアクシデントで「トイズ」を使えなくなってしまったミルキィホームズたちが悪戦苦闘する、というアニメ独自の展開になっている。統括プロデューサーの中村伸行によれば、原則として時系列的にはゲーム版の後日として位置づけられている。ただ、学院内の建物やキャラの性格など一部に差異があることから、中村は「ゲーム版を原作とした半パラレルワールド」とも説明している。
後述にもあるがパロディネタを含んでおり、推理小説だけでなく『それいけ！アンパンマン』、『ルパン三世』、『ギャラクシーエンジェル』シリーズのネタも存在する。声優陣はゲームとのキャラクターの違和感をほぼ全員漏らしているが、製作陣は根本的な要素を変えているつもりはないとのこと。
また、美少女が主人公のアニメであるが、本作ではいわゆる「お色気シーン」については抑制的に描かれている。それについて、統括プロデューサーの中村伸行は「エロくしてはいけません」と語るとともに、仮にそのようなシーンがあったとしても本作の場合は「あくまで健康的に、かつギャグで脱がせなければいけません」との前提条件つきであることを明かしている。
第2期では第1期より更なるパワーアップを図るため、時にナンセンス、シュールの領域に近い一般人にはややハードルの高い濃い目のギャグが多くなっている。ともすればそのテイストに隠れがちではあるが、第2期のメインテーマについては、統括プロデューサーの中村伸行曰く「『探偵』というものを改めて見つめ直すのが第2期の物語の軸」だと語っており、2010年に放送された第1期の内容との差異化を目指した。登場人物らが目指している“ 探偵 ”という職業について掘り下げ、その職業の意味を問い直す点が主題のひとつとなっている。
また、第1期では、探偵チームにスポットが当たる場面が多かったが、第2期では探偵以外のチームにも注目するよう訴えている。特に、第1期では探偵チーム、あるいは怪盗チームがメインとなる回が多かったことから、第2期では警察チームの出演シーンを増加させるとの方針が打ち出されており、中村は、特に警察チームのリーダーだけでなく、メンバー全員の活躍の機会を増やすと明言し、執務時間内だけでなくプライベートの時間帯の様子も描くとしている。

#### パロディ
サブタイトルは有名なミステリー小説のタイトルをもじったもので、元となったものはサブタイトルコールにフェードアウトする形で示されている。また、そのほかにもギャグやパロディが多数盛り込まれている。ミステリー小説だけでなく、『明るい農村』、『人間の証明』、『ヨイトマケの唄』など、往年の著名な作品からのパロディも多い。
また、ミステリー小説をはじめとする多数のパロディが織り込まれていたため、登場人物の台詞一つをとってもパロディが盛り込まれている場合があり、脚本に準拠した演技が求められたことから、声優によるアドリブも禁止されることが多かった。しかし、第2期ではトゥエンティ役を演じる岸尾だいすけに対し、アドリブが解禁されている。アンリエット役の明坂聡美は、前作と本作を対比させつつ「今までトゥエンティはアドリブ禁止だったのですが、最近はアドリブを言ってもそのままOKになった」と語っている。
ミステリーのパロディが多数盛り込まれていることから、第2期の放送に際し、ミステリー小説専門誌『ハヤカワミステリマガジン』が特集を掲載した。第1期放送時にも、同誌は関連する記事を掲載しているが、日下三蔵によるレビューにとどまっていた。しかし、今回はアニメに参加する里見哲朗を仲立ちとして制作陣にインタビューを行ったり、シャーロキアンとしての見地に基づく北原尚彦の分析を掲載したり、ミルキィホームズが登場する芦辺拓の短編小説を掲載したりと、およそ60ページにわたって「ミルキィホームズの系譜」と題した特集を掲載した。

### 第3期
ミルキィホームズ4人の後輩の常盤カズミと明神川アリスが新たな主人公として登場し、新チーム「フェザーズ」を組んだカズミとアリスの前に新たな敵が登場するという構成のもと、今期以前のテレビアニメと原作の世界観を引き継いだ続編として制作されているため、前作までとはキャラクターの頭身が異なっているうえに作風はギャグが抑えられ、シリアス要素が増している。また、サブタイトルもミステリー小説をもじったものではなくなっている。
今期以降、TOKYO MXが製作委員会に参加している。

### 第4期
今期よりミルキィホームズプロジェクトが「SECOND STAGE」に突入したことを受け、アニメも「ミルキィホームズを再構築する」という裏テーマのもと、探偵や怪盗ではなくアイドルである新キャラクター・天城茉莉音を通し、ミルキィホームズの4人を初心に帰って楽しく描こうという構想になっている。時系列的には第1期 - 第3期の後ということになっているが、第1話ではミルキィホームズの4人が「（第1期の時にあった）トイズを失くしたり（第2期で）野菜を耕したことなんかあるわけ無い」と冗談めかして語る（なかったことにする）シーンもあるため、つながりについては曖昧にされている。
この他、第3期から登場したフェザーズの2人も登場するが、先述したテーマにのっとり、第3期とは異なるコミカルな役回り（基本的に自身がギャグをやるのではなく、いじられ役）になっている。また、第1期・第2期で見られた他作品のパロディも、再び盛り込まれるようになっている。
第5話は、2015年1月31日にTOKYO MXほか各局で放送予定だったが、ISILによる日本人拘束事件に対する配慮として第1話の再放送に差し替えられた。AT-Xでも放送休止となり、番組編成調整としてアニメソングPV番組『Promo-X』に差し替えられている。今後の第5話のテレビ放送については決まり次第発表予定とされていたが、同年2月21日（第7話の次の週）より放送された。これにより、第8話以降は1週繰り下げとなり、地上波での最終回（第12話）は同年3月28日に放送された。また、AT-Xについても、2月24日を初回放送として中止していた第5話を第7話の次枠で放送する処置が取られた。なお、インターネット配信においてはニコニコ生放送・ニコニコチャンネル・バンダイチャンネルのみで実施しており、BD/DVDへの収録を変更する予定はない。また、地上波・BS日テレ・AT-Xとの番組編成の調整により、ニコニコチャンネルにおける第8話の配信は2月25日から3月4日へ延期された。

## 製作
木谷高明が製作総指揮を務めている点、ゲーム版がシリアス・恋愛中心に対しアニメ版がギャグ・コメディ中心となる点、参加している声優などから、『ギャラクシーエンジェル』シリーズとの類似性や関連性も指摘される。しかし、中村によると、木谷高明や里見哲朗を除けば『ギャラクシーエンジェル』シリーズのスタッフと顔を合わせたことはほとんどないという。中村は、シリーズ構成のふでやすかずゆきが全体の方向性を早期に決定したため「みんながネタや面白さに集中論議できました」と回顧するとともに、里見やふでやすをはじめ、森本浩二、森脇真琴、池端隆史、松倉友二、明田川仁らと議論を重ねたことを明らかにしている。
アニメーション制作は第1期がJ.C.STAFF単独であったのに対し、サマー・スペシャル (SS) からはJ.C.STAFFとアニメーションスタジオ・アートランドの2社共同に変更された。また、第1期の美術監督であった小林七郎の引退に伴い、SSでは水谷利春、第2期では久保友孝が就任した。プロップデザインについても、氏家嘉宏や宮川知子が離れ、代わりに小関雅が担当している。なお、第1期の背景美術を一手に引き受けていた小林プロダクションは、放送終了直後の2011年2月に解散してしまったため、別のアニメスタジオが担当することになった。同様に、第2期の音楽はAngel Noteの井ノ原智が新たに担当することになった。
制作体制が一新されることとなったが、統括プロデューサーの中村伸行は新体制下での制作の様子について「スタッフ一同ノリノリといったテンションで制作させてもらっています」と述べるとともに、制作の基本姿勢として「基本的なコンセプト」を重視する考えを打ち出している。また、第1期と変わらず第2期でも共通する点について、中村は「キャラクターを大事にして、どうフィルムをつくっていくか、ということにこだわって、ずっとつくっている」と語っている。
また、第2期の作品としての品質について、中村は「期待を裏切らない安心のクオリティ」だと自負するとともに、第1期のファンに対しても「相変わらずひどいな（※ほめことば）とファンの皆さんに喜んでいただける」内容だと語っている。
第3期以降はTOKYO MXが製作委員会に参加している。
第3期・第4期・FFPNでは西あすかが提供イラストを担当。

### スタッフ
|                               | 第1期                                 | SS                                    | 第2期                                 | 第3期                                         | 第4期                                         | 劇場版                                        | FFPN                                          | AKY                                           | サイコ                                        |
| ----------------------------- | ------------------------------------- | ------------------------------------- | ------------------------------------- | --------------------------------------------- | --------------------------------------------- | --------------------------------------------- | --------------------------------------------- | --------------------------------------------- | --------------------------------------------- |
| 製作総指揮 原案               | 木谷高明                              | 木谷高明                              | 木谷高明                              | 木谷高明                                      | 木谷高明                                      | 木谷高明                                      | 木谷高明                                      | 木谷高明                                      | 木谷高明                                      |
| 企画 原作                     | ブシロード クロノギアクリエイティヴ   | ブシロード クロノギアクリエイティヴ   | ブシロード クロノギアクリエイティヴ   | ブシロード クロノギアクリエイティヴ           | ブシロード クロノギアクリエイティヴ           | ブシロード クロノギアクリエイティヴ           | ブシロード クロノギアクリエイティヴ           | ブシロード クロノギアクリエイティヴ           | ブシロード クロノギアクリエイティヴ           |
| 原作協力                      | 奥村越後屋 小玉励                     | 奥村越後屋 小玉励                     | 奥村越後屋 小玉励                     | 奥村越後屋 小玉励                             | 小玉励                                        | 小玉励                                        | 小玉励                                        | 小玉励                                        | 小玉励                                        |
| 監督                          | 森脇真琴                              | 森脇真琴                              | 森脇真琴                              | 錦織博                                        | 錦織博                                        | 桜井弘明                                      | 桜井弘明                                      | 桜井弘明                                      | 桜井弘明                                      |
| 監督                          | 池端隆史（助）                        | 池端隆史（助）                        | 池端隆史（助）                        |                                               | 花井宏和（助）                                | 森脇真琴（総）                                |                                               |                                               |                                               |
| シリーズ構成                  | ふでやすかずゆき                      | ふでやすかずゆき                      | ふでやすかずゆき                      | 白根秀樹                                      |                                               |                                               |                                               |                                               |                                               |
| キャラクター原案              | たにはらなつき うさはらゆめ           | たにはらなつき うさはらゆめ           | たにはらなつき うさはらゆめ           | たにはらなつき うさはらゆめ                   | たにはらなつき うさはらゆめ                   | たにはらなつき うさはらゆめ                   | たにはらなつき うさはらゆめ                   | たにはらなつき うさはらゆめ                   | たにはらなつき うさはらゆめ                   |
| キャラクターデザイン          | 沼田誠也                              | 沼田誠也                              | 沼田誠也                              | 藤田まり子                                    | 藤田まり子                                    | 沼田誠也 野田康行                             | 沼田誠也 野田康行                             | 沼田誠也 野田康行                             | 沼田誠也 野田康行                             |
| プロップデザイン              | 氏家嘉宏 宮川知子                     | 小関雅                                | 小関雅                                | 益田賢治                                      | 益田賢治                                      | 大庭小枝                                      |                                               |                                               |                                               |
| 美術監督                      | 小林七郎                              | 水谷利春                              | 久保友孝                              | 水谷利春                                      | 黒田友範                                      | 奥村泰浩                                      | 奥村泰浩                                      | 奥村泰浩                                      | 奥村泰浩                                      |
| 色彩設計                      | 日野亜朱佳                            | 日野亜朱佳 山崎朋子                   | 日野亜朱佳 山崎朋子                   | 三笠修                                        | 佐々木梓                                      | 日野亜朱佳                                    | 日野亜朱佳                                    | 日野亜朱佳                                    | 日野亜朱佳                                    |
| 撮影監督                      | 五十嵐慎一                            | 五十嵐慎一                            | 五十嵐慎一                            | 堀野大輔                                      | 堀野大輔                                      | 大河内喜夫                                    | 設楽希                                        | 大河内喜夫                                    | 酒本悠資                                      |
| 編集                          | 後藤正浩                              | 後藤正浩                              | 後藤正浩                              | 後藤正浩                                      | 後藤正浩                                      | 後藤正浩                                      | 後藤正浩                                      | 後藤正浩                                      | 後藤正浩                                      |
| 音響監督                      | 明田川仁                              | 明田川仁                              | 明田川仁                              | 濱野高年                                      | 濱野高年                                      | 明田川仁                                      | 明田川仁                                      | 明田川仁                                      | 明田川仁                                      |
| 音響効果                      | 古宮理恵                              | 古谷友二                              | 古谷友二                              | 小山恭正                                      | 小山恭正                                      | 小山恭正                                      | 小山恭正                                      | 小山恭正                                      | 小山恭正                                      |
| 音楽                          | 原田勝通                              | 原田勝通                              | 井ノ原智                              | 市川淳                                        | Elements Garden                               | Elements Garden                               | 原田勝通 井ノ原智                             | Elements Garden                               | 岡田太郎 渡邉亮太                             |
| 音楽制作                      | ランティス                            | ランティス                            | ランティス                            | ブシロードミュージック （旧：響ミュージック） | ブシロードミュージック （旧：響ミュージック） | ブシロードミュージック （旧：響ミュージック） | ブシロードミュージック （旧：響ミュージック） | ブシロードミュージック （旧：響ミュージック） | ブシロードミュージック （旧：響ミュージック） |
| 音楽プロデューサー            | 伊藤善之                              | 伊藤善之                              | 伊藤善之                              |                                               | 菊田大介 上松範康                             |                                               |                                               |                                               |                                               |
| エグゼクティブ プロデューサー | 福場一義                              | 福場一義                              | 福場一義                              | 福場一義                                      | 奥村越後屋、佐藤圭一 戸塚恵一、青木健彦       | 奥村越後屋、佐藤圭一 戸塚恵一、青木健彦       | 奥村越後屋、佐藤圭一 戸塚恵一、青木健彦       | 橋本義賢                                      | 橋本義賢                                      |
| エグゼクティブ プロデューサー | 井上俊次、安藝貴範 青木健彦、森本浩二 | 井上俊次、安藝貴範 青木健彦、森本浩二 | 井上俊次、安藝貴範 青木健彦、森本浩二 | 難波秀行 小原正司                             | 源田雅己                                      |                                               |                                               | 橋本義賢                                      | 橋本義賢                                      |
| エグゼクティブ プロデューサー | 伴龍一郎                              | 太田豊紀                              | 太田豊紀                              | 尾山仁康                                      | 尾山仁康                                      | 尾山仁康                                      | 尾山仁康                                      | 尾山仁康                                      |                                               |
| 統括 プロデューサー           | 中村伸行                              | 中村伸行                              | 中村伸行                              | 中村伸行                                      | 中村伸行                                      | 岡田太郎                                      | 岡田太郎                                      | 岡田太郎                                      | 岡田太郎                                      |
| プロデューサー                | 松倉友二                              | 松倉友二                              | 松倉友二                              | 松倉友二                                      | 松倉友二                                      | 松倉友二                                      | 松倉友二                                      | 松倉友二                                      | 松倉友二                                      |
| プロデューサー                | 二瓶茂人                              | 二瓶茂人                              | 二瓶茂人                              | 二瓶茂人                                      | 二瓶茂人                                      | 二瓶茂人                                      | 二瓶茂人                                      | 奥村越後屋                                    | 奥村越後屋                                    |
| プロデューサー                | 大島靖                                | 大島靖                                | 大島靖                                | 大島靖                                        | 永瀬研一郎                                    | 永瀬研一郎                                    | 永瀬研一郎                                    | 永瀬研一郎                                    | 永瀬研一郎                                    |
| プロデューサー                | 斎藤滋、小田ツヨシ 福良啓             | 斎藤滋、小田ツヨシ 福良啓             | 斎藤滋、小田ツヨシ 福良啓             | 徳島悠木 諸澤昌男                             | 榎本広樹 榎沢祐一                             | 榎本広樹 榎沢祐一                             | 榎本広樹 榎沢祐一                             | 北澤史隆                                      |                                               |
| プロデューサー                | 斎藤滋、小田ツヨシ 福良啓             | 斎藤滋、小田ツヨシ 福良啓             | 斎藤滋、小田ツヨシ 福良啓             | 徳島悠木 諸澤昌男                             | 買場道雄                                      | 塩谷佳之                                      | 塩谷佳之                                      | 塩谷佳之                                      |                                               |
| プロデューサー                | 斎藤滋、小田ツヨシ 福良啓             | 斎藤滋、小田ツヨシ 福良啓             | 斎藤滋、小田ツヨシ 福良啓             | 和泉勇一                                      |                                               | 塩谷佳之                                      | 塩谷佳之                                      | 塩谷佳之                                      |                                               |
| アニメーション 制作           | J.C.STAFF                             | J.C.STAFF                             | J.C.STAFF                             | J.C.STAFF                                     | J.C.STAFF                                     | J.C.STAFF                                     | J.C.STAFF                                     | J.C.STAFF                                     | J.C.STAFF                                     |
| アニメーション 制作           |                                       | アニメーション スタジオ・アートランド | アニメーション スタジオ・アートランド | ノーマッド                                    | ノーマッド                                    |                                               |                                               |                                               |                                               |
| 製作                          | ミルキィホームズ 製作委員会           | ミルキィホームズ 製作委員会           | ミルキィホームズ 製作委員会           | ふたりはミルキィホームズ 製作委員会           | 探偵歌劇 ミルキィホームズ TD 製作委員会       | 劇場版ミルキィホームズ 製作委員会             | ミルキィFFPN 製作委員会                       | ミルキィAKY 製作委員会                        | ミルキィサイコ 製作委員会                     |

## 主題歌
第1期
オープニングテーマ「正解はひとつ！じゃない!!」
作詞 - 畑亜貴 / 作曲・編曲 - 山口朗彦 / 歌 - ミルキィホームズ
エンディングテーマ「本能のDOUBT」
作詞 - こだまさおり / 作曲・編曲 - 中山真斗 / 歌 - 飛蘭

サマー・スペシャル
オープニングテーマ「正解はひとつ！じゃない!!」
作詞 - 畑亜貴 / 作曲・編曲 - 山口朗彦 / 歌 - ミルキィホームズ
エンディングテーマ「パーティーパーティー！」
作詞 - こだまさおり / 作曲・編曲 - 鈴木裕明 / 歌 - ミルキィホームズ

第2期
オープニングテーマ「ナゾ！ナゾ？Happiness!!」
作詞 - こだまさおり / 作曲・編曲 - 高田暁 / 歌 - ミルキィホームズ
第6話では挿入歌としても使用。
エンディングテーマ「Lovely Girls Anthem」
作詞 - こだまさおり / 作曲・編曲 - 平田祥一郎 / 歌 - 麻生夏子
挿入歌
「ナマコソング」（第3話）
作詞 - 森脇真琴、桜井弘明 / 作曲 - 桜井弘明 / 編曲 - 武藤星児 / 歌 - ミルキィホームズ
「ヨコハマを歩こう」（第9話）
作詞 - こだまさおり / 作曲・編曲 - Akihiko Ono / 歌 - 米倉千尋
「私があなたを導いてゆく」（第12話）
作詞 - 森脇真琴 / 作曲・編曲 - 伊藤賢 / 歌 - NICO

第3期
オープニングテーマ「ぐろーりーぐろーいん☆DAYS」
作詞 - こだまさおり / 作曲・編曲 - 高田暁 / 歌 - ミルキィホームズ
エンディングテーマ「セイシュンビギナー！」
作詞 - こだまさおり / 作曲・編曲 - 高田暁 / 歌 - ミルキィホームズ フェザーズ

第4期
オープニングテーマ「ミルキィ A GO GO」
作詞 - こだまさおり / 作曲・編曲 - 菊田大介 / 歌 - ミルキィホームズ
エンディングテーマ「探求Dreaming」
作詞 - 畑亜貴 / 作曲 - 上松範康 / 編曲 - 岩橋星実 / 歌 - 新田恵海
挿入歌
「PIECE&PEACE」（第1話）
作詞 - RUCCA / 作曲・編曲 - 喜多智弘 / 歌 - ミルキィホームズ
「パーフェクトラブ！」（第2・4・12話）
作詞 - RUCCA / 作曲 - 菊田大介 / 編曲 - 喜多智弘 / 歌 - 明智小衣（南條愛乃）
「エッセンシャル！」（第3話）
作詞 - RUCCA / 作曲・編曲 - 岩橋星実 / 歌 - ミルキィホームズ
「ミルキィろけんろー」（第4話）
作詞 - RUCCA / 作曲 - 菊田大介 / 編曲 - 藤永龍太郎 / 歌 - ミルキィホームズ
「未体験ワールド！」（第5話）
作詞 - RUCCA / 作曲・編曲 - 岩橋星実 / 歌 - ミルキィホームズ
「ト・リ・コ」（第6話）
作詞 - RUCCA / 作曲・編曲 - 喜多智弘 / 歌 - エルキュール・バートン（佐々木未来）
「NERORO☆おんど」（第7話）
作詞 - RUCCA / 作曲 - 母里浩樹 / 編曲 - 喜多智弘 / 歌 - 譲崎ネロ（徳井青空）
「禁断サンクチュアリ」（第8話）
作詞 - RUCCA / 作曲・編曲 - 菊田大介 / 歌 - コーデリア・グラウカ（橘田いずみ）
「ラッキー*フルスロットル」（第9話）
作詞 - RUCCA / 作曲・編曲 - 菊田大介 / 歌 - シャーロック・シェリンフォード（三森すずこ）
「ハートGoes on!」（第10話）
作詞 - RUCCA / 作曲 - 菊田大介 / 編曲 - 藤永龍太郎 / 歌 - ミルキィホームズ
「奇跡の歌」（第11話）
作詞 - RUCCA / 作曲 - 上松範康 / 編曲 - 菊田大介 / 歌 - 天城茉莉音（新田恵海） & 法条美樹（中津真莉）
「いい日TD」（第12話）
作詞 - RUCCA / 作曲 - 上松範康 / 編曲 - 喜多智弘 / 歌 - ミルキィホームズ & フェザーズ & 明智小衣 & 天城茉莉音
「オーバードライブ！」（第12話）
作詞 - RUCCA / 作曲・編曲 - 岩橋星実 / 歌 - ミルキィホームズ

劇場版
主題歌「激情！ミルキィ大作戦」
作詞 - こだまさおり / 作曲・編曲 - 岩橋星実 / 歌 - ミルキィホームズ
挿入歌「鼓動の彼方」
作詞 - こだまさおり / 作曲・編曲 - 岩橋星実 / 歌 - ミルキィホームズ

ファンファンパーリーナイト♪
主題歌「ファンファンパーリーナイト♪」
作詞 - こだまさおり / 作曲 - 鈴木裕明 / 歌 - ミルキィホームズ

アルセーヌ 華麗なる欲望
主題歌「Reflection」
作詞 - 磯谷佳江 / 作曲 - 小野貴光 / 歌 - ミルキィホームズ
挿入歌「Brilliant Wish 〜華麗なる欲望〜」
作詞 - こだまさおり / 作曲 - 鈴木裕明 / 歌 - アルセーヌ/アンリエット・ミステール（明坂聡美）

サイコの挨拶
主題歌「そして、群青にとけていく」
作詞 - こだまさおり / 作曲 - 山田高弘 / 編曲 - 中西亮輔 / 歌 - ミルキィホームズ
挿入歌「ミルキィホームズがやって来る  イエィ！イエィ！ イエィ！」
作詞・作曲 - 桜井弘明 / 編曲 - 武藤星児 / 歌 - ミルキィホームズ

## 各話リスト
| 話数                                                   | サブタイトル                                                       | 脚本                        | 絵コンテ                     | 演出                                  | 作画監督                                                                             | 総作画監督        | パロディ元                                                       |       |
| 第1期                                                  | 第1期                                                              | 第1期                       | 第1期                        | 第1期                                 | 第1期                                                                                | 第1期             | 第1期                                                            | 第1期 |
| ------------------------------------------------------ | ------------------------------------------------------------------ | --------------------------- | ---------------------------- | ------------------------------------- | ------------------------------------------------------------------------------------ | ----------------- | ---------------------------------------------------------------- | ----- |
| 第1話                                                  | 屋根裏の入居者                                                     | ふでやすかずゆき            | 森脇真琴                     | 池端隆史                              | 氏家嘉宏                                                                             | 沼田誠也          | 屋根裏の散歩者 （江戸川乱歩）                                    |       |
| 第2話                                                  | ポケットにパンを                                                   | 江夏由結                    | 増田敏彦                     | 徳本善信                              | 大庭小枝、北原聡志 児玉亮、清水勝祐                                                  | 沼田誠也          | ポケットにライ麦を （アガサ・クリスティ）                        |       |
| 第3話                                                  | 棺桶の恐怖                                                         | 國澤真理子                  | 湖山禎崇                     | 湖山禎崇                              | 滝本祥子                                                                             | 沼田誠也          | 三角館の恐怖 （江戸川乱歩）                                      |       |
| 第4話                                                  | バリツの秘密                                                       | ふでやすかずゆき            | 神保昌登                     | 神保昌登                              | 日高真由美                                                                           | 沼田誠也          | 時計塔の秘密 （江戸川乱歩）                                      |       |
| 第5話                                                  | かまぼこ失踪事件                                                   | 江夏由結                    | 佐々木奈奈子                 | 佐々木奈奈子                          | 兵渡勝、のりみそのみ 沼田誠也                                                        | 沼田誠也          | 花婿失踪事件 （アーサー・コナン・ドイル）                        |       |
| 第6話                                                  | 王女の身代わり                                                     | 國澤真理子 ふでやすかずゆき | 中野英明                     | 中野英明                              | 吉原達矢                                                                             | 沼田誠也          | 女王の首飾り （モーリス・ルブラン）                              |       |
| 第7話                                                  | 太陽のたわわむれ                                                   | ヤスカワショウゴ            | 福田道生                     | 高島大輔                              | 佐藤敏明、武藤和浩 輿石暁、小関雅 鳥居貴史、沼田誠也                                 | 沼田誠也          | 太陽のたわむれ （モーリス・ルブラン）                            |       |
| 第8話                                                  | ボヨヨンの女                                                       | 水内せりり ふでやすかずゆき | 桜井弘明                     | 徳本善信                              | 大庭小枝、児玉亮 北原聡志、清水勝祐                                                  | 沼田誠也          | 第三の女 （アガサ・クリスティ）                                  |       |
| 第9話                                                  | MHの悲劇                                                           | ヤスカワショウゴ            | 松林唯人                     | 松林唯人                              | 滝本祥子                                                                             | 沼田誠也          | Wの悲劇 （夏樹静子）                                             |       |
| 第10話                                                 | ミルキィホームズには向かない職業                                   | 江夏由結                    | 中野英明                     | 中野英明                              | 小関雅                                                                               | 沼田誠也          | 女には向かない職業 （P・D・ジェイムズ）                          |       |
| 第11話                                                 | 恐怖のグランドヨコハマ峡谷                                         | ヤスカワショウゴ            | 森脇真琴                     | 徳本善信                              | 日高真由美、泉保良輔 武藤和浩、のりみそのみ                                          | 沼田誠也          | 恐怖の谷 （アーサー・コナン・ドイル）                            |       |
| 第12話                                                 | ミルキィホームズの帰還                                             | ふでやすかずゆき            | 大久保政雄 湖山禎崇          | 湖山禎崇 神保昌登 池端隆史            | 兵渡勝、滝本祥子 井本由紀                                                            | 沼田誠也          | シャーロック・ホームズの帰還 （アーサー・コナン・ドイル）        |       |
| 特番『探偵オペラ ミルキィホームズ サマー・スペシャル』 |                                                                    |                             |                              |                                       |                                                                                      |                   |                                                                  |       |
|                                                        | さようなら、小衣ちゃん。 ロング・グッドバイ・フォーエバーよ永遠に… | ふでやすかずゆき            | 森脇真琴                     | 沼田誠也                              | 沼田誠也                                                                             | 沼田誠也          | ロング・グッドバイ （レイモンド・チャンドラー）                  |       |
| 第2期                                                  |                                                                    |                             |                              |                                       |                                                                                      |                   |                                                                  |       |
| 第1話                                                  | 野菜の果て                                                         | ふでやすかずゆき            | 森脇真琴                     | 池端隆史                              | 滝本祥子                                                                             | 沼田誠也          | 野望の果て （刑事コロンボ）                                      |       |
| 第2話                                                  | ナイスなすし                                                       | ふでやすかずゆき            | 大久保政雄                   | 大久保政雄                            | 野田康行                                                                             | 沼田誠也          | ナイルに死す （アガサ・クリスティ）                              |       |
| 第3話                                                  | ハッケイ島綺譚                                                     | 江夏由結                    | 桜井弘明                     | 湖山禎崇                              | 大庭小枝                                                                             | 沼田誠也          | パノラマ島綺譚 （江戸川乱歩）                                    |       |
| 第4話                                                  | ミルキィホームズの寝相                                             | ヤスカワショウゴ            | 佐藤まさふみ                 | 佐藤まさふみ                          | 國行由里江                                                                           | 沼田誠也          | シャーロック・ホームズの回想 （アーサー・コナン・ドイル）        |       |
| 第5話                                                  | コソコソと支度                                                     | ヤスカワショウゴ            | 中野英明                     | 中野英明                              | 小関雅                                                                               | 沼田誠也          | 構想の死角 （刑事コロンボ）                                      |       |
| 第6話                                                  | エノ電急行変人事件                                                 | 山川進                      | 湖山禎崇                     | 湖山禎崇                              | 滝本祥子                                                                             | 沼田誠也          | オリエント急行殺人事件 （アガサ・クリスティ）                    |       |
| 第7話                                                  | そして希望なくなった                                               | 山川進                      | 大久保政雄                   | 大久保政雄                            | 野田康行                                                                             | 沼田誠也          | そして誰もいなくなった （アガサ・クリスティ）                    |       |
| 第8話                                                  | 愛おしいよね                                                       | ふでやすかずゆき            | 池端隆史                     | 池端隆史                              | 五十内裕輔、柴田志郎                                                                 | 沼田誠也          | 愛しい骨 （キャロル・オコンネル）                                |       |
| 第9話                                                  | 有給ある？さぁ取得すべく2                                          | ヤスカワショウゴ            | 佐藤まさふみ                 | 佐藤まさふみ                          | 國行由里江                                                                           | 沼田誠也          | ユージュアル・サスペクツ （ブライアン・シンガー）                |       |
| 第10話                                                 | Y.H.混乱してらっしゃる？                                           | 江夏由結                    | 湖山禎崇                     | 湖山禎崇                              | 大庭小枝、滝本祥子                                                                   | 沼田誠也          | L.A.コンフィデンシャル （ジェイムズ・エルロイ）                  |       |
| 第11話                                                 | ラードの神                                                         | ふでやすかずゆき            | 中野英明                     | 中野英明                              | 小関雅                                                                               | 沼田誠也          | ライオンのたてがみ （アーサー・コナン・ドイル）                  |       |
| 最終話                                                 | アンリエットの帰還                                                 | ふでやすかずゆき            | 森脇真琴                     | 徳本善信                              | 野田康行、滝本祥子 大庭小枝                                                          | 沼田誠也          | アルセーヌ・ルパンの帰還 （モーリス・ルブラン）                  |       |
| 第3期『ふたりはミルキィホームズ』                      |                                                                    |                             |                              |                                       |                                                                                      |                   |                                                                  |       |
| 第1話                                                  | いつものふたり                                                     | 白根秀樹                    | 錦織博                       | 錦織博                                | 古賀誠                                                                               | 藤田まり子        |                                                                  |       |
| 第2話                                                  | 「なる」ということ                                                 | 白根秀樹                    | 錦織博                       | 錦織博                                | 上田恵未、永川桃子 矢吹智美                                                          | 古賀誠            |                                                                  |       |
| 第3話                                                  | わたしのトイズ                                                     | 會川昇                      | 花井宏和                     | 花井宏和                              | 丸山修二                                                                             | 藤田まり子        |                                                                  |       |
| 第4話                                                  | まけないきもち                                                     | 會川昇                      | 花井宏和                     | 江副仁美                              | 松本勝次、阿部可奈子 竹内アキラ、佐々木一浩 臼井文明                                 | 古賀誠            |                                                                  |       |
| 第5話                                                  | 謎のおばあさん                                                     | ヤスカワショウゴ            | 城所聖明                     | 関谷真実子                            | 池田早香、永川桃子 寺尾憲治                                                          | 藤田まり子        |                                                                  |       |
| 第6話                                                  | おうちに帰ろう                                                     | 伊神貴世                    | 佐藤雄三                     | 錦織博                                | 大田謙治                                                                             | 高橋みか          |                                                                  |       |
| 第7話                                                  | 終わりのはじまり                                                   | 伊神貴世                    | 福田道生                     | 村田尚樹                              | 阿部可奈子、竹内アキラ 佐々木一浩、築山翔太                                          | 藤田まり子        |                                                                  |       |
| 第8話                                                  | 姫百合せんぱい                                                     | ヤスカワショウゴ            | migmi                        | 上野史博                              | 成松義人                                                                             | 高橋みか          |                                                                  |       |
| 第9話                                                  | じぶんのちから                                                     | 會川昇                      | 花井宏和                     | 花井宏和                              | 菊池聡延                                                                             | 藤田まり子        |                                                                  |       |
| 第10話                                                 | いつでもいっしょ                                                   | 會川昇                      | 花井宏和                     | 則座誠                                | 國行由里江                                                                           | 藤田まり子        |                                                                  |       |
| 第11話                                                 | みんなとふたり                                                     | 白根秀樹                    | 菊池聡延                     | 菊池聡延                              | 菊池聡延                                                                             | 藤田まり子        |                                                                  |       |
| 第12話                                                 | あたらしいふたり                                                   | 白根秀樹                    | 錦織博                       | 錦織博                                | 大田謙治                                                                             | 藤田まり子        |                                                                  |       |
| 第4期『探偵歌劇 ミルキィホームズ TD』                  |                                                                    |                             |                              |                                       |                                                                                      |                   |                                                                  |       |
| 第1話                                                  | 妖精たちは森に隠れる                                               | 小室天河                    | 花井宏和                     | 花井宏和                              | 大田謙治                                                                             | 藤田まり子        | 子どもたちは森に隠れる （コリン・ウィルコックス）                |       |
| 第2話                                                  | パーフェクト・フール                                               | 小室天河                    | 菊池聡延                     | 菊池聡延                              | 菊池聡延                                                                             | 古賀誠            | パーフェクト・ブルー （宮部みゆき）                              |       |
| 第3話                                                  | カレーの国では遠すぎる                                             | 雑破業                      | 錦織博                       | 中山岳洋                              | 芝田千紗、永山恵 北原章雄、向河原憲 山崎輝彦、菊池聡延 小川みずえ                    | 藤田まり子        | 九マイルは遠すぎる （ハリイ・ケメルマン）                        |       |
| 第4話                                                  | 一発屋シテミル                                                     | 白根秀樹                    | 西田正義                     | 矢野孝典                              | 李富熙                                                                               | 古賀誠            | インシテミル （米澤穂信）                                        |       |
| 第5話                                                  | キャロルの身代金                                                   | 伊神貴世                    | 宮崎なぎさ                   | 守田芸成                              | 青木昭仁、出野喜則                                                                   | 藤田まり子        | キングの身代金 （エド・マクベイン）                              |       |
| 第6話                                                  | すべてがF5になる                                                   | ヤスカワショウゴ            | 花井宏和 桜井弘明            | 室谷靖                                | 大田謙治、清水勝祐 成松義人、山﨑輝彦                                                | 古賀誠            | すべてがFになる （森博嗣）                                       |       |
| 第7話                                                  | 黄色いキャラはいかに改装されたか？                                 | 雑破業                      | 佐藤光                       | 佐藤光                                | 北原章雄、斉藤良成 菅野智之、飯泉俊臣 水野隆宏、小川浩司                             | 藤田まり子        | 黄色い部屋はいかに改装されたか？ （都筑道夫）                    |       |
| 第8話                                                  | 謎解きは それがやっぱりお約束！の前後に                            | 伊神貴世                    | 菊池聡延                     | 菊池聡延                              | 菊池聡延、出野喜則 菅野智之                                                          | 藤田まり子 古賀誠 | 謎解きはディナーのあとで （東川篤哉）                            |       |
| 第9話                                                  | カジノ・思いやる                                                   | ヤスカワショウゴ            | 中山岳洋                     | 守田芸成                              | 代見裕美、山﨑輝彦 BSP                                                               | 古賀誠            | カジノ・ロワイヤル （イアン・フレミング）                        |       |
| 第10話                                                 | きずなプラス1                                                      | 雑破業                      | 西田正義                     | 矢野孝典                              | 正金寺直子、出野喜則 森田実、舘崎大 粟井重紀、泉瞬臣 水野隆宏                        | 藤田まり子 古賀誠 | 深夜プラス1 （ギャビン・ライアル）                               |       |
| 第11話                                                 | 愛の器                                                             | 横水兵一                    | 花井宏和                     | 花井宏和                              | 菊池聡延、北原章雄 池川陽子、山本真嗣 代見裕美、正金寺直子 山﨑輝彦、菅野智之 舘崎大 | 藤田まり子 古賀誠 | 砂の器 （松本清張）                                              |       |
| 第12話                                                 | The detective of the Opera                                         | 雑破業                      | 錦織博                       | 錦織博                                | 大田謙治、菊池聡延 池川陽子、正金寺直子 代見裕美、出野喜則 水野隆宏、芝田千紗        | 藤田まり子 古賀誠 | The Phantom Of The Opera （オペラ座の怪人） （ガストン・ルルー） |       |
| その他                                                 |                                                                    |                             |                              |                                       |                                                                                      |                   |                                                                  |       |
| 劇場版                                                 | 逆襲のミルキィホームズ                                             | ふでやすかずゆき            | 桜井弘明 大久保政雄 森脇真琴 | 桜井弘明 大久保政雄 湖山禎崇 池端隆史 | 野田康行、大沢美奈 國行由里江、井本由紀 藤井昌宏、木野下澄江                         | 野田康行          |                                                                  |       |
| 特番 2016                                              | ファンファンパーリーナイト♪                                        | ふでやすかずゆき            | 桜井弘明                     | 大久保政雄                            | 野田康行、畠山佳苗 永山恵、鈴木萌 林央剛                                             | 野田康行          |                                                                  |       |
| 特番 2017                                              | アルセーヌ 華麗なる欲望                                            | ふでやすかずゆき            | 桜井弘明 大久保政雄          | 大久保政雄 筑紫大介                   | 野田康行、八重樫洋平 林央剛、加藤愛                                                  | 野田康行          |                                                                  |       |
| 特番 2018                                              | サイコの挨拶                                                       | ふでやすかずゆき            | 大久保政雄                   | 大久保政雄                            | 山中いづみ、野田康行                                                                 | 野田康行          |                                                                  |       |

## 放送局
| 放送地域                    | 放送局             | 放送期間                         | 放送日時            | 放送系列       | 備考                                             |
| 第1期                       | 第1期              | 第1期                            | 第1期               | 第1期          | 第1期                                            |
| --------------------------- | ------------------ | -------------------------------- | ------------------- | -------------- | ------------------------------------------------ |
| 東京都                      | TOKYO MX           | 2010年10月7日 - 12月23日         | 木曜 23:00 - 23:30  | 独立UHF局      | 本放送終了後、度々再放送を実施                   |
| 中京広域圏                  | 中部日本放送       | 2010年10月8日 - 12月24日         | 土曜 2:30 - 3:00    | TBS系列        |                                                  |
| 千葉県                      | チバテレビ         | 2010年10月9日 - 12月25日         | 日曜 2:05 - 2:35    | 独立UHF局      |                                                  |
| 近畿広域圏                  | 毎日放送           | 2010年10月9日 - 12月25日         | 土曜 3:02 - 3:32    | TBS系列        | アニメシャワー第3部                              |
| 日本全域                    | ニコニコチャンネル | 2010年10月10日 - 12月26日        | 月曜 5:00 更新      | ネット配信     | 最新話1週間無料                                  |
| 福岡県                      | TVQ九州放送        | 2010年10月10日 - 12月26日        | 月曜 2:30 - 3:00    | テレビ東京系列 |                                                  |
| 神奈川県                    | tvk                | 2010年10月11日 - 12月27日        | 火曜 1:45 - 2:15    | 独立UHF局      |                                                  |
| 北海道                      | テレビ北海道       | 2010年10月12日 - 12月28日        | 水曜 2:00 - 2:30    | テレビ東京系列 |                                                  |
| 埼玉県                      | テレ玉             | 2010年10月13日 - 12月29日        | 木曜 2:00 - 2:30    | 独立UHF局      |                                                  |
| サマー・スペシャル          |                    |                                  |                     |                |                                                  |
| 日本全域                    | ニコニコ生放送     | 2011年8月20日                    | 土曜 16:30 - 17:46  | ネット配信     | 有料放送・同日イベント上映                       |
| 東京都                      | TOKYO MX           | 2011年8月25日                    | 木曜 23:00 - 23:30  | 独立局         |                                                  |
| 愛知県                      | テレビ愛知         | 2011年8月27日                    | 日曜 1:50 - 2:20    | テレビ東京系列 |                                                  |
| 神奈川県                    | tvk                | 2011年8月27日                    | 日曜 2:30 - 3:00    | 独立局         |                                                  |
| 近畿広域圏                  | 毎日放送           | 2011年8月27日                    | 日曜 3:32 - 4:02    | TBS系列        |                                                  |
| 日本全域                    | ニコニコチャンネル | 2011年9月7日                     | 木曜 0:30 配信      | ネット配信     |                                                  |
| 第2期                       |                    |                                  |                     |                |                                                  |
| 東京都                      | TOKYO MX           | 2012年1月5日 - 3月22日           | 木曜 23:00 - 23:30  | 独立局         | 同日2:00からリピート放送実施                     |
| 日本全域                    | BS日テレ           | 2012年1月6日 - 3月23日           | 金曜 2:00 - 2:30    | BS放送         |                                                  |
| 神奈川県                    | tvk                | 2012年1月8日 - 3月25日           | 日曜 1:00 - 1:30    | 独立局         |                                                  |
| 近畿広域圏                  | 毎日放送           | 2012年1月8日 - 3月25日           | 日曜 3:02 - 3:32    | TBS系列        | アニメシャワー第3部                              |
| 愛知県                      | テレビ愛知         | 2012年1月9日 - 3月26日           | 月曜 1:05 - 1:35    | テレビ東京系列 |                                                  |
| 日本全域                    | ニコニコチャンネル | 2012年1月9日 - 3月26日           | 月曜 2:00 更新      | ネット配信     |                                                  |
| 福岡県                      | TVQ九州放送        | 2012年1月9日 - 3月26日           | 月曜 2:30 - 3:00    | テレビ東京系列 |                                                  |
| 石川県                      | 北陸放送           | 2012年1月12日 - 3月29日          | 木曜 1:55 - 2:25    | TBS系列        | 第1期は未放送                                    |
| 日本全域                    | AT-X               | 2012年1月15日 - 4月1日           | 日曜 10:00 - 10:30  | CS放送         | リピート放送あり                                 |
| 第3期 特別番組              |                    |                                  |                     |                |                                                  |
| 東京都                      | TOKYO MX           | 2013年7月6日                     | 土曜 22:00 - 22:30  | 独立局         |                                                  |
| 兵庫県                      | サンテレビ         | 2013年7月6日                     | 土曜 22:00 - 22:30  | 独立局         |                                                  |
| 愛知県                      | テレビ愛知         | 2013年7月7日                     | 月曜 1:05 - 1:35    | テレビ東京系列 |                                                  |
| 日本全域                    | BS日テレ           | 2013年7月7日                     | 月曜 2:00 - 2:30    | BS放送         |                                                  |
| 第3期                       |                    |                                  |                     |                |                                                  |
| 東京都                      | TOKYO MX           | 2013年7月13日 - 9月28日          | 土曜 22:00 - 22:30  | 独立局         | [ 注 10 ]                                        |
| 兵庫県                      | サンテレビ         | 2013年7月13日 - 9月28日          | 土曜 22:00 - 22:30  | 独立局         | [ 注 11 ]                                        |
| 愛知県                      | テレビ愛知         | 2013年7月14日 - 9月29日          | 月曜 1:05 - 1:35    | テレビ東京系列 |                                                  |
| 日本全域                    | BS日テレ           | 2013年7月14日 - 9月29日          | 月曜 2:00 - 2:30    | BS放送         |                                                  |
| 日本全域                    | ニコニコ生放送     | 2013年7月15日 - 9月30日          | 月曜 23:30 - 23:42  | ネット配信     | アニメパートのみ配信                             |
| 日本全域                    | ニコニコチャンネル | 2013年7月15日 - 9月30日          | 火曜 0:00 更新      | ネット配信     | アニメパートのみ配信                             |
| 日本全域                    | AT-X               | 2013年7月18日 - 10月3日          | 木曜 21:00 - 21:30  | CS放送         | リピート放送あり                                 |
| 日本全域                    | ニコニコ生放送     | 2013年8月16日（第1話 - 第5話）   | 金曜 21:30 - 22:27  | ネット配信     | ミルキィ情報局のみ配信                           |
| 日本全域                    | ニコニコ生放送     | 2013年9月18日（第6話 - 第8話）   | 木曜 21:00 - 21:36  | ネット配信     | ミルキィ情報局のみ配信                           |
| 日本全域                    | ニコニコ生放送     | 2013年10月21日（第9話 - 第12話） | 月曜 23:30 - 翌0:17 | ネット配信     | ミルキィ情報局のみ配信                           |
| ベストセレクション          |                    |                                  |                     |                |                                                  |
| 東京都                      | TOKYO MX           | 2014年1月11日 - 3月1日           | 土曜 22:00 - 22:30  | 独立局         |                                                  |
| 兵庫県                      | サンテレビ         | 2014年1月11日 - 3月1日           | 土曜 22:00 - 22:30  | 独立局         |                                                  |
| 第4期                       |                    |                                  |                     |                |                                                  |
| 東京都                      | TOKYO MX           | 2015年1月3日 - 3月28日           | 土曜 22:00 - 22:30  | 独立局         | [ 注 13 ]                                        |
| 兵庫県                      | サンテレビ         | 2015年1月3日 - 3月28日           | 土曜 22:00 - 22:30  | 独立局         |                                                  |
| 神奈川県                    | tvk                | 2015年1月4日 - 3月29日           | 日曜 0:00 - 0:30    | 独立局         |                                                  |
| 日本全域                    | BS日テレ           | 2015年1月5日 - 3月30日           | 月曜 0:00 - 0:30    | BS放送         |                                                  |
| 愛知県                      | テレビ愛知         | 2015年1月5日 - 3月30日           | 月曜 1:05 - 1:35    | テレビ東京系列 |                                                  |
| 日本全域                    | AT-X               | 2015年1月6日 - 3月31日           | 火曜 22:30 - 23:00  | CS放送         | リピート放送あり                                 |
| 日本全域                    | ニコニコ生放送     | 2015年1月7日 -                   | 水曜 23:00 - 23:30  | ネット配信     |                                                  |
| 日本全域                    | ニコニコチャンネル | 2015年1月7日 -                   | 水曜 23:30 更新     | ネット配信     |                                                  |
| 日本全域                    | バンダイチャンネル | 2015年1月8日 -                   | 木曜 12:00 更新     | ネット配信     |                                                  |
| 石川県                      | 北陸放送           | 2015年1月10日 - 4月4日           | 日曜 2:25 - 2:55    | TBS系列        |                                                  |
| ファンファンパーリーナイト♪ |                    |                                  |                     |                |                                                  |
| 東京都                      | TOKYO MX           | 2016年12月31日                   | 土曜 20:50 - 21:20  | 独立局         | [ 注 14 ]                                        |
| 兵庫県                      | サンテレビ         | 2016年12月31日                   | 土曜 20:50 - 21:20  | 独立局         | [ 注 14 ]                                        |
| アルセーヌ 華麗なる欲望     |                    |                                  |                     |                |                                                  |
| 東京都                      | TOKYO MX           | 2017年12月31日                   | 日曜 20:50 - 21:20  | 独立局         | エムキャスでも配信                               |
| サイコの挨拶                |                    |                                  |                     |                |                                                  |
| 東京都                      | TOKYO MX           | 2018年12月31日                   | 月曜 20:00 - 20:30  | 独立局         | エムキャスでも配信                               |
| 日本全域                    | YouTube LIVE       | 2018年12月31日                   | 月曜 20:00 - 20:30  | ネット配信     | 「ブシロード公式チャンネル」にて地上波と同時配信 |

## 評価
『ギャラクシーエンジェル』シリーズとの比較は随所で語られており、TYPE-MOONのスタッフで小説家の奈須きのこは「ギャラクシーエンジェルの神回の時のクオリティとか、それらが二十五分ぶっ続けで再生される、ダメ人間にとってご褒美のようなアニメ」と評したうえで「とりあえずGA好きの方、三話と四話は必見」と結んでいる。加えて、奈須は周囲の人間にも本作を視聴するよう薦めており、ニトロプラスのシナリオライターである虚淵玄らはそれがきっかけで視聴し始めたという。また、本作と『ギャラクシーエンジェル』シリーズの双方に参加した里見は「かつて欲望のままに『ギャラクシーエンジェル』をつくったワシが言うのだから間違いない。『ミルキィホームズ』はガチ。もっと言うと3話以降はマジキチ」だと語っている。
推理小説専門誌の『ハヤカワミステリマガジン』では、「ミステリネタ満載のコメディ・アニメ」だということで、ミステリー研究家の日下三蔵による本作のレビューを掲載した。日下は、日本のアニメや特撮におけるミステリーのパロディの先行事例として、登場人物名にパロディを含む『特捜戦隊デカレンジャー』、サブタイトルにパロディを含む『The Soul Taker 〜魂狩〜』の2つを挙げている。それらと対比しつつ、日下は本作におけるパロディの例を列挙し「テレビアニメでここまで徹底したミステリのパロディは、史上初だろう」と指摘している。そのうえで、ミステリーに詳しい者にとっては「二倍、三倍に楽しめること請け合いの『怪作』」だと評している。
2011年1月、オトナアニメアワード2011世界を救うヒロイン部門特別賞を受賞した。

## 関連商品

### Blu-ray / DVD
| 巻 | 発売日        | 収録話          | 規格品番   | 規格品番   |
| 巻 | 発売日        | 収録話          | BD         | DVD        |
| -- | ------------- | --------------- | ---------- | ---------- |
| 1  | 2011年1月19日 | 第1話           | PCXG-50057 | PCBG-51801 |
| 2  | 2011年2月25日 | 第2話 - 第3話   | PCXG-50058 | PCBG-51802 |
| 3  | 2011年3月16日 | 第4話 - 第5話   | PCXG-50059 | PCBG-51803 |
| 4  | 2011年4月29日 | 第6話 - 第7話   | PCXG-50060 | PCBG-51804 |
| 5  | 2011年5月27日 | 第8話 - 第9話   | PCXG-50061 | PCBG-51805 |
| 6  | 2011年6月24日 | 第10話 - 第12話 | PCXG-50062 | PCBG-51806 |

| 巻 | 発売日        | 収録話             | 規格品番   | 規格品番   |
| 巻 | 発売日        | 収録話             | BD         | DVD        |
| -- | ------------- | ------------------ | ---------- | ---------- |
|    | 2011年12月7日 | サマー・スペシャル | PCXG-50078 | PCBG-51908 |

| 巻 | 発売日        | 収録話          | 規格品番   | 規格品番   |
| 巻 | 発売日        | 収録話          | BD         | DVD        |
| -- | ------------- | --------------- | ---------- | ---------- |
| 1  | 2012年3月21日 | 第1話           | PCXG-50131 | PCBG-52021 |
| 2  | 2012年4月27日 | 第2話 - 第3話   | PCXG-50132 | PCBG-52022 |
| 3  | 2012年5月25日 | 第4話 - 第5話   | PCXG-50133 | PCBG-52023 |
| 4  | 2012年6月29日 | 第6話 - 第7話   | PCXG-50134 | PCBG-52024 |
| 5  | 2012年7月27日 | 第8話 - 第9話   | PCXG-50135 | PCBG-52025 |
| 6  | 2012年8月24日 | 第10話 - 第12話 | PCXG-50136 | PCBG-52026 |

| 巻 | 発売日         | 収録話         | 規格品番   | 規格品番   |
| 巻 | 発売日         | 収録話         | BD         | DVD        |
| -- | -------------- | -------------- | ---------- | ---------- |
| 1  | 2013年10月16日 | 第1話 - 第4話  | PCXG-50138 | PCBG-52268 |
| 2  | 2013年11月20日 | 第5話 - 第8話  | PCXG-50139 | PCBG-52269 |
| 3  | 2013年12月18日 | 第9話 - 第12話 | PCXG-50140 | PCBG-52270 |

| 巻 | 発売日        | 収録話          | 規格品番   | 規格品番   |
| 巻 | 発売日        | 収録話          | BD         | DVD        |
| -- | ------------- | --------------- | ---------- | ---------- |
| 1  | 2015年3月18日 | 第1話 - 第2話   | PCXX-50089 | PCBX-51621 |
| 2  | 2015年4月24日 | 第3話 - 第4話   | PCXX-50090 | PCBX-51622 |
| 3  | 2015年5月20日 | 第5話 - 第6話   | PCXX-50091 | PCBX-51623 |
| 4  | 2015年6月17日 | 第7話 - 第8話   | PCXX-50092 | PCBX-51624 |
| 5  | 2015年7月15日 | 第9話 - 第10話  | PCXX-50093 | PCBX-51625 |
| 6  | 2015年8月19日 | 第11話 - 第12話 | PCXX-50094 | PCBX-51626 |

### CD
| 発売日         | タイトル                  | 規格品番                                         |
| -------------- | ------------------------- | ------------------------------------------------ |
| 2010年10月27日 | 正解はひとつ！じゃない!!  | LACM-4754                                        |
| 2010年11月24日 | 本能のDOUBT               | LACM-4760                                        |
| 2010年12月22日 | 〜ミルキィ show time♪     | LACA-15083                                       |
| 2011年8月24日  | To-gather!!!!             | LACA-15139                                       |
| 2012年1月25日  | ナゾ！ナゾ？Happiness!!   | LACM-4895                                        |
| 2012年2月8日   | Lovely Girls Anthem       | LACM-4903                                        |
| 2012年5月9日   | BLOOOOM!!!!               | LACA-15197                                       |
| 2013年9月4日   | ぐろーりーぐろーいん☆DAYS | PCCG-90104（初回盤） PCCG-90105（通常盤）        |
| 2015年2月18日  | ミルキィ A GO GO          | PCCG-90137（ミルキィ盤） PCCG-90136（A GO GO盤） |
| 2015年2月18日  | 探求Dreaming              | EMTN-10004（生産限定盤） EMTN-10003（通常盤）    |
| 2015年4月15日  | Treasure Disc             | PCCG-90140                                       |
| 2015年4月15日  | サウンドトラック!         | PCCG-90141                                       |

### 書籍
- 探偵オペラ ミルキィホームズ オフィシャルファンブック（2011年7月28日、バンダイビジュアル、ISBN 978-4-04-899300-5）
- 探偵オペラ ミルキィホームズ 第2幕 バラエティブック（2012年3月19日、バンダイビジュアル、ISBN 978-4-04-899303-6）